# Шрёдер, Марианна (пианист)
Мариа́нна Шрёдер (нем. Marianne Schroeder; род. 1949, Райден, кантон Люцерн) — швейцарская пианистка и композитор, исполнительница современной академической музыки.

## Биография
Училась у Клауса Линдера в Базельской высшей школе музыки, у Элизы Хансен (фортепиано) и Ханса Вютриха (композиция) в Гамбурге. Посещала мастер-классы Клауса Хубера и Маурисио Кагеля. В 1986 — доцент Международных летних курсов новой музыки в Дармштадте, в 1988 — приглашенный артист в Университете Брунеля (Аксбридж, под Лондоном).

## Репертуар и сотрудничество
Дружила с Джоном Кейджем, Джачинто Шельси, Мортоном Фельдманом, Карлхайнцем Штокхаузеном, Полиной Оливерос, Дитером Шнебелем, Эрнстальбрехтом Штиблером и др., была первой исполнительницей их сочинений. Также исполнила и записала ряд произведений Галины Уствольской (6 фортепианных сонат и др.), Арво Пярта. Играла с московским трио имени Рахманинова, Теодоро Анцеллотти. Выступала в Париже, Нью-Йорке, Лос-Анджелесе, Люцерне.
Как композитор сотрудничает с австрийско-швейцарской Группой Лакруа.